# اون پلرود
اون پلرود (انگلیسی: Even Pellerud؛ زادهٔ ۱۵ ژوئیهٔ ۱۹۵۳) بازیکن فوتبال اهل نروژ است.
از باشگاه‌هایی که در آن بازی کرده‌است می‌توان به باشگاه فوتبال وولرنگا اشاره کرد.